# Теория драмы
Теория драмы — фундаментальная филологическая наука, изучающая законы и развитие драмы. Теория драмы предполагает три основных подхода к изучению предмета:
- как к литературному произведению;
- как к сценическому произведению;
- как к синтезу различных видов искусств в спектакле.

Смежной дисциплиной с теорией драмы является история драмы. Теория и история драмы являются составляющими истории и теории театра.